# 쿠비
《쿠비》(일본어: 首)는 2023년에 개봉한 일본의 시대극, 액션, 드라마 영화이다.

## 출연

### 주연
- 기타노 다케시 - 하시바 히데요시 역

### 조연
- 니시지마 히데토시 - 아케치 미츠히데 역
- 카세 료 - 오다 노부나가 역
- 나카무라 시도 - 나니와 모스케 역
- 키무라 유이치 - 소노리 신자에몬 역
- 엔도 켄이치 - 아라키 무라시게 역
- 카츠무라 마사노부 - 사이토 토시미츠 역
- 테라지마 스스무 - 한냐노 사베 역
- 키리타니 켄타 - 핫토리 한조 역
- 아사노 타다노부 - 쿠로다 칸베 역
- 오오모리 나오 - 하시바 히데나가 역
- 무사카 나오마사 - 안코쿠지 에케이 역
- 오오타케 마코토 - 마미야 부류 역
- 츠다 칸지 - 다메조 역
- 아라카와 요시요시 - 시미즈 무네하루 역
- 칸이치로 - 모리 란마루 역
- 소에지마 준 - 야스케 역
- 코바야시 카오루 - 도쿠가와 이에야스 역
- 키시베 이토쿠 - 센노 리큐 역